# 아르게이아
아르게이아(Argeia)는 그리스 신화에 나오는 아르고스 왕 아드라스토스의 딸이다. 데이필레의 자매이다. 아드라스토스는 두 딸을 사자와 멧돼지와 결혼시키라는 신탁을 받은 뒤, 폴리네이케스와 티데우스가 싸우는 장면을 목격하였다. 형제인 에테오클레스에게 테베 왕권을 빼앗기고 아르고스에 오게 된 폴리네이케스는 사자 가죽을, 살인죄로 칼리돈에서 쫓겨난 티데우스는 멧돼지 가죽을 걸치고 있었다. 또는 두 사람이 사용한 방패에 각각 사자와 멧돼지가 새겨져 있었다고도 한다. 신탁의 의미를 깨달은 아드라스토스는 두 사람의 싸움을 말린 뒤 아르게이아는 폴리네이케스와, 데이필레는 티데우스와 결혼시켰다. 아드라스토스는 폴리네이케스의 왕좌를 되찾아 주기 위하여 테베를 공격하였는데, 폴리네이케스는 에테오클레스와 싸우다 함께 죽었다. 테베의 섭정이 된 크레온은 폴리네이케스를 역적으로 간주하고 그의 주검을 들판에 내버려 둔 채 장례를 치르지 못하게 하였다. 아르게이아는 폴리네이케스의 누이인 안티고네를 도와 남편의 주검을 화장하다가 들켜 안티고네와 함께 사형을 선고받았으나, 아테네 군사를 이끌고 온 테세우스가 구해 주었다고 한다. 아르게이아와 폴리네이케스 사이에서 태어난 아들 테르산드로스가 나중에 테베의 왕이 되었다.

## 같이 보기
- 가이우스 율리우스 히기누스
- 로버트 그레이브스
- 에우리피데스